# Гринделия
Гринде́лия (лат. Grindélia) — род много-, дву- или однолетних, травянистых растений семейства Астровые, или Сложноцветные (Asteraceae).

## Название
Род назван в честь ботаника Давида Иеронима Гринделя (1776—1836).

## Морфологическое описание
Согласно описанию во Флоре европейской части растения более или менее волосистые (до почти голых) с прямостоячим, часто сильно разветвлённым облиственным стеблем и очередными листьями с цельными, обычно более или менее зубчатыми пластинками. Листья сидячие, продолговато-линейные или продолговато-ланцетные, обычно более или менее зубчатые, реже отчасти цельнокрайние.
Корзинки гетерогамные, 20—35 мм в диаметре, расположенные по одной на верхушках стебля и его ветвей, но не редко многочисленные. Обёртки узкоблюдцевидные, 11—23 мм в диаметре и 7—10 мм длиной; листочки их черепитчато расположенные, линейно-ланцетные или линейные, без перепончатой каймы и довольно жёсткие, обычно книзу отгибающиеся, клейкие. Цветоложе немного выпуклое, без прицветников. Краевые цветки пестичные, язычковые, жёлтые, иногда отсутствуют; цветки диска трубчатые, обоеполые или стерильные, венчик их жёлтый, с 5 зубцами.
Семянки 2,5—4,3 мм длиной и 0,7—1,22 мм шириной, более или менее сплюснутые с боков, клиновидно-призматические, голые, с 5—9 жилками, из которых лишь 2(4) более или менее выступают в виде рёбер; хохолок из 2—8 жёстких шиловидных, более или менее шероховатых, легко опадающих щетинок.

## Географическое распространение, экология и хозяйственное значение
Около 50 видов в Северной и Южной Америке, некоторые из них заносятся в другие страны или культивируются в качестве лекарственных или масличных растений.
Лекарственное применение имеет Grindelia robusta Nutt. — Гринделия мощная, произрастающая в Калифорнии. Заготавливают листья и облиственные цветоносные побеги. Сырьё содержит до 20 % смолы, 0,2 % эфирного масла, представленного более 100 компонентами, алкалоид гринделин, сапонины, дубильные вещества. Близкими свойствами обладают и другие видыː
- Grindelia squarrosa (Pursh.) Dunal — Гринделия растопыренная, или Гринделия оттопыренная
- Grindelia humilis Hook. — Гринделия низкая
- Grindelia camporum Greene — Гринделия полевая